# Morti nel 1993/Dicembre
| Questa pagina contiene informazioni ricavate automaticamente dalle voci biografiche con l'ausilio del template Bio e di un bot. L'aggiornamento è periodico e automatico e ricostruisce completamente la pagina. Se manca una persona in questa lista, sei pregato di non aggiungerla, ma accertati piuttosto che la sua voce biografica contenga il template Bio e che i dati anagrafici siano correttamente compilati. Se il template Bio manca, inseriscilo tu stesso o, in alternativa, metti l'avviso {{tmp\|Bio}} che ne segnala la mancanza. Se i dati riportati sono sbagliati, correggi direttamente la voce biografica; le modifiche saranno visibili in questa lista entro pochi giorni. Per chiarimenti vedi il progetto biografie. La lista contiene solo le 136 persone che sono citate nell'enciclopedia e per le quali è stato implementato correttamente il template Bio. Pagina aggiornata al 3 mar 2024. |

- 1º dicembre - Giulio Marchetti, attore e conduttore televisivo italiano (n. 1911)
- 1º dicembre - Francisco Martínez Cordero, cestista messicano (n. 1912)
- 2 dicembre - Evelyn Dearman, tennista britannica (n. 1908)
- 2 dicembre - Harry Julius Emeléus, chimico britannico (n. 1903)
- 2 dicembre - Pablo Escobar, criminale e politico colombiano (n. 1949)
- 2 dicembre - Ermanno Marchionna, matematico italiano (n. 1921)
- 2 dicembre - Augie Vander Meulen, cestista statunitense (n. 1909)
- 3 dicembre - Ray Gillen, cantante statunitense (n. 1959)
- 3 dicembre - Lewis Thomas, medico, poeta e politico statunitense (n. 1913)
- 4 dicembre - Giuseppe Alaimo, giornalista e scrittore italiano (n. 1924)
- 4 dicembre - Stanley Green, attivista britannico (n. 1915)
- 4 dicembre - Margaret Landon, scrittrice statunitense (n. 1903)
- 4 dicembre - Roy Vernon, calciatore gallese (n. 1937)
- 4 dicembre - Frank Zappa, compositore, chitarrista e cantante statunitense (n. 1940)
- 5 dicembre - Francesco Pezzino, sindacalista e politico italiano (n. 1920)
- 5 dicembre - Alexandre Trauner, scenografo ungherese (n. 1906)
- 6 dicembre - Don Ameche, attore statunitense (n. 1908)
- 6 dicembre - Anna Hřebřinová, ginnasta ceca (n. 1908)
- 6 dicembre - Hendrik Ooms, pistard olandese (n. 1916)
- 7 dicembre - Félix Houphouët-Boigny, sindacalista e politico ivoriano (n. 1905)
- 7 dicembre - Wolfgang Paul, fisico tedesco (n. 1913)
- 8 dicembre - Nicky Crane, attivista britannico (n. 1958)
- 8 dicembre - George Dossin, archeologo, assiriologo e storico dell'arte belga (n. 1896)
- 8 dicembre - Evgenij Minaev, sollevatore sovietico (n. 1933)
- 8 dicembre - Carlotta Monti, attrice statunitense (n. 1907)
- 9 dicembre - Salvatore Allegra, compositore e direttore d'orchestra italiano (n. 1897)
- 9 dicembre - Danny Blanchflower, calciatore e allenatore di calcio nordirlandese (n. 1926)
- 9 dicembre - Matt Guokas, cestista statunitense (n. 1915)
- 9 dicembre - Maria Cristina Luinetti, infermiera e militare italiana (n. 1969)
- 9 dicembre - John Wisdom, filosofo inglese (n. 1904)
- 9 dicembre - Saqr III bin Sultan al-Qasimi, sovrano emiratino (n. 1925)
- 10 dicembre - Maria Dominiani, attrice italiana (n. 1913)
- 10 dicembre - Licio Rossetti, calciatore italiano (n. 1925)
- 10 dicembre - Alice Tully, soprano e filantropa statunitense (n. 1902)
- 10 dicembre - Miljan Zeković, calciatore jugoslavo (n. 1925)
- 11 dicembre - Maroun Bagdadi, regista e sceneggiatore libanese (n. 1950)
- 11 dicembre - Bohdan Likszo, cestista polacco (n. 1940)
- 11 dicembre - Paul Mebus, allenatore di calcio e calciatore tedesco (n. 1920)
- 11 dicembre - Elvira Popescu, attrice rumena (n. 1894)
- 11 dicembre - Tommy Wonder, ballerino, attore e coreografo statunitense (n. 1914)
- 12 dicembre - József Antall, politico ungherese (n. 1932)
- 12 dicembre - Marian Constance Blackton, sceneggiatrice e attrice statunitense (n. 1901)
- 12 dicembre - Ettore Girardengo, calciatore italiano (n. 1918)
- 13 dicembre - Ken Anderson, direttore artistico, sceneggiatore e disegnatore statunitense (n. 1909)
- 13 dicembre - Vanessa Duriès, scrittrice francese (n. 1972)
- 14 dicembre - Myrna Loy, attrice statunitense (n. 1905)
- 14 dicembre - Mario Marè, pittore italiano (n. 1921)
- 14 dicembre - Silvina Ocampo, poetessa, scrittrice e pittrice argentina (n. 1903)
- 15 dicembre - Raúl Esnal, calciatore uruguaiano (n. 1956)
- 15 dicembre - Jack Ferguson, pallanuotista australiano (n. 1922)
- 15 dicembre - Carino Gambacorta, storico e politico italiano (n. 1912)
- 15 dicembre - Penaia Ganilau, politico figiano (n. 1918)
- 16 dicembre - Silvano Costi, politico italiano (n. 1927)
- 16 dicembre - Fedele Gentile, attore italiano (n. 1908)
- 16 dicembre - Moses Gunn, attore statunitense (n. 1929)
- 16 dicembre - Ernst Hammerschmidt, vescovo vetero-cattolico, teologo e orientalista cecoslovacco (n. 1928)
- 16 dicembre - Charles Moore, architetto statunitense (n. 1925)
- 16 dicembre - Kakuei Tanaka, politico giapponese (n. 1918)
- 16 dicembre - Alberto Zevi, imprenditore e editore italiano (n. 1920)
- 17 dicembre - Len Julians, allenatore di calcio e calciatore inglese (n. 1933)
- 17 dicembre - Janet Margolin, attrice statunitense (n. 1943)
- 18 dicembre - Steve James, attore statunitense (n. 1952)
- 18 dicembre - Tony Kappen, cestista statunitense (n. 1919)
- 18 dicembre - Sam Wanamaker, attore, regista e direttore teatrale statunitense (n. 1919)
- 19 dicembre - Evgenij Nikolaevič Andrikanis, regista sovietico (n. 1909)
- 19 dicembre - Karl Andritz, calciatore austriaco (n. 1914)
- 19 dicembre - Arturo Chini Ludueña, calciatore argentino (n. 1904)
- 19 dicembre - Michael Clarke, batterista statunitense (n. 1946)
- 19 dicembre - Hubert Deltour, ciclista su strada e pistard belga (n. 1911)
- 19 dicembre - Antonio Fusco, calciatore italiano (n. 1916)
- 19 dicembre - Hans Rohrbach, matematico tedesco (n. 1903)
- 19 dicembre - Pietro Serrentino, politico italiano (n. 1923)
- 20 dicembre - Stephen Christmas,  inglese (n. 1947)
- 20 dicembre - Mago Cristal, illusionista italiano (n. 1948)
- 20 dicembre - Charles Herman Helmsing, vescovo cattolico statunitense (n. 1908)
- 20 dicembre - Alessandro Jacovoni, produttore cinematografico italiano (n. 1932)
- 21 dicembre - William Edwards Deming, ingegnere, saggista e dirigente d'azienda statunitense (n. 1900)
- 21 dicembre - Ivan Semënovič Kozlovskij, tenore sovietico (n. 1900)
- 21 dicembre - Pekka Niemi, fondista finlandese (n. 1909)
- 21 dicembre - Margarita Nikolaeva, ginnasta sovietica (n. 1935)
- 22 dicembre - Mario Amendola, commediografo, sceneggiatore e regista italiano (n. 1910)
- 22 dicembre - Sylvia Bataille, attrice francese (n. 1908)
- 22 dicembre - Marion Burns, attrice statunitense (n. 1907)
- 22 dicembre - Don DeFore, attore statunitense (n. 1913)
- 22 dicembre - Riccardo Forte, giornalista italiano (n. 1904)
- 22 dicembre - Ferenc Kropacsek, calciatore ungherese (n. 1899)
- 22 dicembre - Alexander Mackendrick, sceneggiatore e regista statunitense (n. 1912)
- 22 dicembre - Gennaro Marchese, arbitro di calcio italiano (n. 1918)
- 22 dicembre - Marino Piazza, cantastorie italiano (n. 1909)
- 22 dicembre - Ernst Schmidt, progettista tedesco (n. 1905)
- 22 dicembre - Jozef Van Ginderen, calciatore belga (n. 1925)
- 23 dicembre - James Ellison, attore statunitense (n. 1910)
- 23 dicembre - Michael Faber, calciatore tedesco orientale (n. 1939)
- 23 dicembre - Luigi Giuliano, allenatore di calcio e calciatore italiano (n. 1930)
- 23 dicembre - Jean Maréchal, ciclista su strada francese (n. 1910)
- 23 dicembre - John Nelson, generale inglese (n. 1912)
- 23 dicembre - Marcello Neri, ciclista su strada italiano (n. 1902)
- 24 dicembre - Sveinbjörn Beinteinsson, religioso e scrittore islandese (n. 1924)
- 24 dicembre - Pierre Victor Auger, fisico francese (n. 1899)
- 24 dicembre - Ivano Fontana, pugile italiano (n. 1926)
- 24 dicembre - Norman Vincent Peale, predicatore e scrittore statunitense (n. 1898)
- 24 dicembre - Yen Chia-kan, politico taiwanese (n. 1905)
- 24 dicembre - Chucho Navarro, cantante e compositore messicano (n. 1913)
- 25 dicembre - Blandine Ebinger, attrice e cantante tedesca (n. 1899)
- 25 dicembre - Ideo Pantaleoni, pittore, scultore e litografo italiano (n. 1904)
- 25 dicembre - Marian Suski, schermidore polacco (n. 1905)
- 25 dicembre - Nikolaj Efimovič Timkov, pittore russo (n. 1912)
- 26 dicembre - René Fonjallaz, bobbista svizzero (n. 1907)
- 26 dicembre - Ed Longfellow, cestista statunitense (n. 1930)
- 26 dicembre - Jeff Morrow, attore statunitense (n. 1907)
- 26 dicembre - Carlos Antonio Muñoz, calciatore ecuadoriano (n. 1967)
- 27 dicembre - Michael Callen, cantante, pianista e scrittore statunitense (n. 1955)
- 27 dicembre - Ivo Ghezze, hockeista su ghiaccio italiano (n. 1941)
- 27 dicembre - Yogamaharishi Swami Gitananda, filosofo e mistico indiano (n. 1907)
- 27 dicembre - Meliton Kantaria, militare sovietico (n. 1920)
- 27 dicembre - Nina Lugovskaja, pittrice e scenografa sovietica (n. 1918)
- 27 dicembre - Gustaf Magnusson, militare e aviatore finlandese (n. 1902)
- 27 dicembre - Evald Mikson, criminale di guerra e calciatore estone (n. 1911)
- 27 dicembre - André Pilette, pilota automobilistico belga (n. 1918)
- 28 dicembre - Alfonso Balcázar, regista, sceneggiatore e produttore cinematografico spagnolo (n. 1926)
- 28 dicembre - Howard Caine, attore statunitense (n. 1926)
- 28 dicembre - William L. Shirer, giornalista e storico statunitense (n. 1904)
- 29 dicembre - Karl Endres, cestista tedesco (n. 1911)
- 29 dicembre - Dmitrij Vasil'evič Ermakov, militare e aviatore sovietico (n. 1920)
- 29 dicembre - Lohengrin Filipello, conduttore televisivo svizzero (n. 1918)
- 29 dicembre - Benvenuto Lobina, poeta e scrittore italiano (n. 1914)
- 29 dicembre - Marshall T. Meyer, rabbino statunitense (n. 1910)
- 29 dicembre - Frunzik Mkrtčjan, attore e regista teatrale sovietico (n. 1930)
- 30 dicembre - Bob O'Leary, calciatore statunitense (n. 1952)
- 30 dicembre - Giuseppe Occhialini, fisico italiano (n. 1907)
- 30 dicembre - George Stone, cestista statunitense (n. 1946)
- 31 dicembre - Michail Aleksandrovič Dudin, poeta e scrittore russo (n. 1916)
- 31 dicembre - Zviad Gamsakhurdia, filologo, critico letterario e politico georgiano (n. 1939)
- 31 dicembre - Guy Lefrant, cavaliere francese (n. 1923)
- 31 dicembre - Brandon Teena,  statunitense (n. 1972)
- 31 dicembre - Thomas J. Watson Jr., imprenditore, politico e aviatore statunitense (n. 1914)